# Reteplaza
Reteplaza (Retavase, Rapilysin) trombolitički lek je koji se koristi za tretiranje srčanih udara. Ovaj lek deluje putem razlaganja krvnih ugrušaka. Reteplaza je rekombinantna neglikozilovana forma ljudskog aktivatora tkivnog plazminogena, koja je modifikovna tako da sadrži 357 od 527 aminokiselina originalnog proteina.

## Literatura
- Hardman JG, Limbird LE, Gilman AG (2001). Goodman & Gilman's The Pharmacological Basis of Therapeutics (10. изд.). New York: McGraw-Hill. ISBN 0071354697. doi:10.1036/0071422803.
- Thomas L. Lemke; David A. Williams, ур. (2007). Foye's Principles of Medicinal Chemistry (6. изд.). Baltimore: Lippincott Willams & Wilkins. ISBN 0781768799.

## Spoljašnje veze
|  | Molimo Vas, obratite pažnju na važno upozorenje u vezi sa temama iz oblasti medicine (zdravlja). |